# Jean-Denys Choulet
Jean-Denys Choulet (Besançon, 16 ottobre 1958) è un allenatore di pallacanestro francese.

## Palmarès

### Squadra
- Campionato francese: 2

Roanne: 2006-07
Élan Chalon: 2016-17
- Semaine des As: 1

Roanne: 2007

### Individuale
- Miglior allenatore della LNB Pro A: 1

Roanne: 2006-07